# HD 93250
HD 93250 — горячая голубая двойная звезда высокой светимости в Туманности Киля в созвездии Киля.

## Расположение

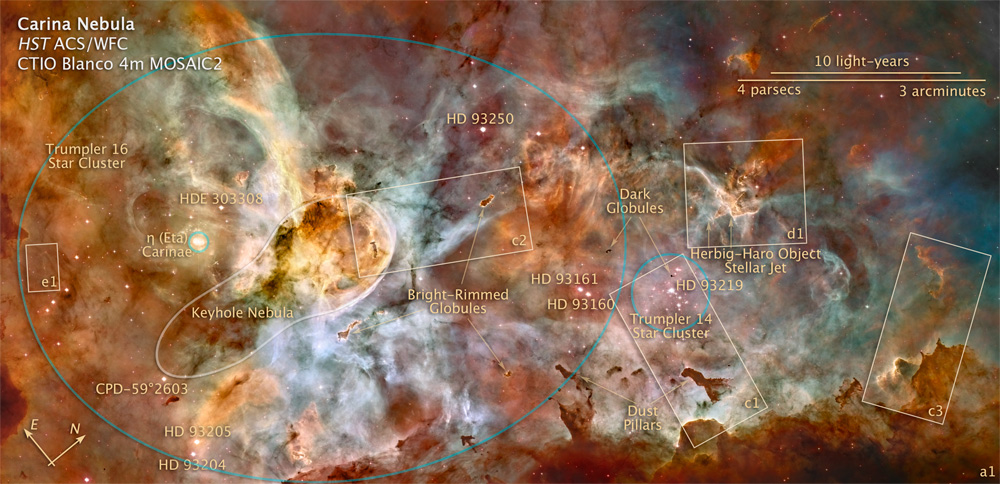
HD 93250 отмечена над центром изображения области Туманности Киля

HD 93250 является одной из ярчайших звёзд  в области Туманности Киля и располагается в 7,5 угловых минут от Эты Киля. Считается, что обе данные звезды принадлежат рассеянному скоплению Трюмплер 16, хотя HD 93250 находится ближе к скоплению Трюмплер 14.
HD 93250 является областью в Туманности Киля, содержащей несколько ярких звёзд, например,  HD 93268 и HDE 303311 и относительно мало слабых звёзд. Предполагалось, что яркие звёзды являются ядром отдельного скопления Collinder 232, но отсутствие концентрации более слабых звёзд в данной области свидетельствует о том, что  Collinder 232 не является настоящим скоплением, а HD 93250 является представителем одного из реальных скоплений.
Принадлежность HD 93250 скоплению Трюмплер 16 позволяет оценить расстояние и вероятный возраст звезды.

## Спектр
Несмотря на то что HD 93250 является двойной звездой, спектры компонентов по отдельности не наблюдались, но, вероятно, они сходны между собой. Спектральный класс звезды указывают как O5, O6/7, O4 или O3. В некоторых случаях звезду относят к звёздам главной последовательности, в некоторых случаях — к звёздам-гигантам. В рамках обзора O-звёзд Галактики (англ. Galactic O-Star Spectroscopic Survey) данная звезда рассматривалась как стандартный представитель спектрального класса субгигантов O4.

## Двойная звезда
HD 93250 является самым ярким источником рентгеновского излучения в Туманности Киля. В течение долгого времени считалось, что излучение возникает вследствие столкновения звёздного ветра тесной пары звёзд высокой светимости, однако в ходе исследований не было обнаружено значимых вариаций лучевых скоростей.
В 2010 году на интерферометре AMBER (Very Large Telescope) в объекте HD 93250 были выделены две звезды. Ни относительное движение, ни вариации лучевых скоростей не было возможно обнаружить, орбита и свойства компонентов остались неточными. Проекция расстояния между компонентами составляет 1,5 мсд или 3,5 а. е. Звёзды не показывают существенной разницы в цвете и, вероятно, являются звёздами спектрального класса O.

## Свойства
Физические свойства HD 93250 вычислялись на основе предположения о том, что звезда является одиночной. Температура составляет около 50 тыс. K, светимость превышает солнечную в 1 млн раз. Оценка массы зависит от вида модели; анализ двух компонентов по отдельности может позволить уточнить данный параметр.